# 電電宮

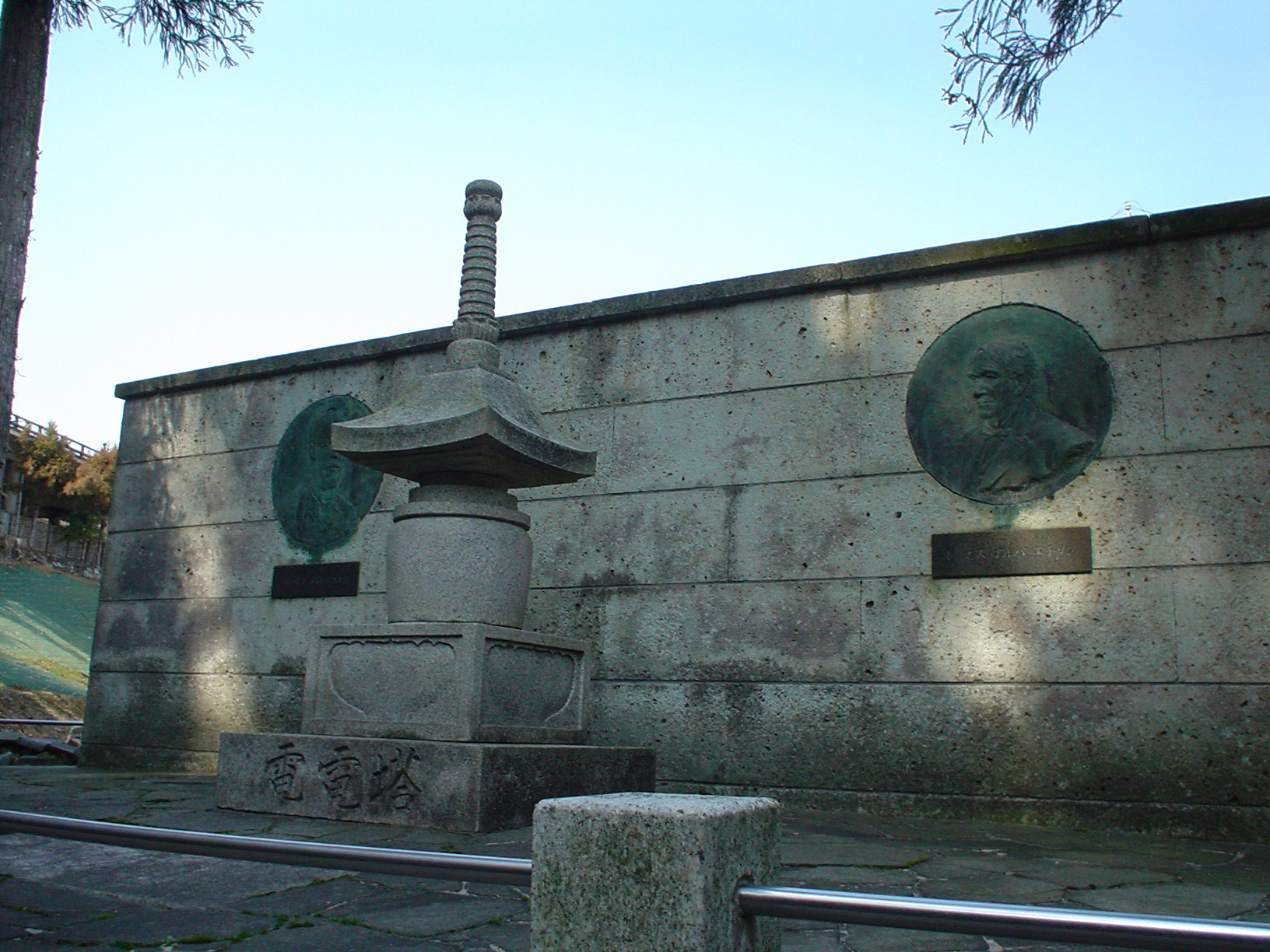
電電塔

電電宮（でんでんぐう）は、京都市西京区嵐山虚空蔵山町の法輪寺の鎮守社で、電気・電波の祖神として信仰されている神社である。

## 概要
法輪寺は奈良時代に創建された虚空蔵菩薩を本尊とする寺院である。後に神仏習合の流れで法輪寺にも鎮守社が作られた。奈良時代の僧・道昌がこの地で行った求聞持法（ぐもんじほう）の満願の日に、空から明星が降り注いで虚空蔵菩薩が示現したということから、その明星を表す明星天子を本地仏として、雷の神である電電明神を祀る明星社（みょうじょうしゃ）が鎮守社の1つとして作られた。古くから雷の神は田の神と同一視されたこともあり、電電宮は住民から広く信仰されていた。しかし、1864年（元治元年）の禁門の変により、本堂などとともに焼失し、長く仮宮に鎮座したままとなっていた。
1956年（昭和31年）、当時の近畿電波監理局長・平林金之助は、今後電波の利用が多くなることから、電電明神を電気電波の祖神として祀り、併せて電気電波関連の研究先覚者や事業者の霊を顕彰すべきであると主唱した。これに賛同した関西の電気電波関係者により明星社が再興され（ただし社殿は仮宮のままであった）、併せて法輪寺境内に電気電波関係者の霊を顕彰する電電塔が建てられた。電電塔には電気研究者の代表としてエジソン、電波研究者の代表としてヘルツの銅製の肖像が掲げられている。1969年（昭和44年）に日本万国博覧会（大阪万博）を記念して社殿が再建され、電電宮に改称した。
1979年（昭和54年）1月に電電宮護持会（電電宮並びに電電塔奉賛会）が結成され、電電宮・電電塔の維持を行っている。今日では電気・電波だけでなくコンピュータ関係者や電気通信事業者からも信仰を集めている。

## 祈願・お守り
法輪寺にて電気自動車およびハイブリッドカーの電気システム安全祈願を受け付けている。またSDメモリーカード（容量64ギガバイト）のお守りを交付しており、スマートフォンなどに入れて使うことができる。